# Cyriocosmus ritae
Cyriocosmus ritae är en spindelart som beskrevs av Pérez-Miles 1998. Cyriocosmus ritae ingår i släktet Cyriocosmus och familjen fågelspindlar. Inga underarter finns listade i Catalogue of Life.